# Michael Feofanoff
Michael Semjonowitsch Feofanoff (* 28. September 1873 in Pärnu; † 1919 in Locarno) war ein russischer Übersetzer russischer Literatur.

## Leben und Wirken
Michael Feofanoff war einer der Pioniere russischer Literatur in Deutschland und Dänemark. Seit 1901 sind von ihm  Übersetzungen von Werken russischer Dichter bekannt. Geich zu Beginn seines Schaffens geriet er dabei in eine Auseinandersetzung mit August Scholz (Übersetzer) um die Übersetzungsrechte an Maxim Gorkis Roman Drei Menschen, die in einer öffentlichen Erklärung Feofanoffs im Börsenblatt mündete.
1901 lebte Feofanoff in Leipzig, um 1904 in Kopenhagen  und um 1907 in Berlin. In Kopenhagen gehörte er zu dem engeren Kreis um Georg Brandes, August Strindberg und Henrik Ibsen. Am 28. September 1904 heiratete er hier die norwegische Sängerin Caroline „Bokken“ Lasson (1871–1970); Trauzeuge war der dänische Dichter und Maler Holger Drachmann. Die Ehe war höchst unbeständig und endete 1916 mit der Scheidung, worauf Bokken Lasson ihren zwischenzeitlichen Partner Vilhelm Dybwad heiratete. Bei Kriegsbeginn wurde Feofanoff in Todtmoos im Schwarzwald als feindlicher Ausländer interniert. Noch 1916 hielt sich der schwer an Tuberkulose erkrankte Feofanoff hier auf, wie ein Brief vom 13. April 1916  aus der Wehrawaldklinik an den Verleger Reinhard Piper bezeugt. Ebenfalls erhalten sind zwei Briefe an Anton Tschechow, ein Brief Wilhelm Raabe, sowie ein Briefwechsel mit dem Insel-Verlag Leipzig und dem Piper-Verlag Leipzig. Der Erfolgsautor Bernhard Kellermann schrieb ihm 1913 einen Brief.

## Werke (Auswahl)
Es gab über 20 Übersetzungen von Michael Feofanoff zwischen 1901 und 1908.
- Leo Tolstoj, Über die sexuelle Frage, Diederichs, Leipzig 1901
- Leo N. Tolstoi, Der Sinn des Lebens. Antwort an den Synod. Autorisierte Übersetzung von Raphael Löwenfeld und Michael Feofanoff, Diederichs, Leipzig 1901
- Maxim Gorjki, Ausgewählte Erzählungen, 6 Bände, Diederichs, Leipzig, 1901/1902, Neuauflage 1904
  - 1 Einst im Herbst, 1901
  - 2 In der Steppe, 1901
  - 3  Die alte Isergil, 1902
  - 4  Gewesene Menschen, 1902
  - 5 Im Gram, 1902
  - 6 Frühlingsstimmen, 1902
- Maxim Gorjki, Die Drei, Roman, 2 Bände, Diederichs, Leipzig 1902, Neuauflage 1904
- Leo Tolstoi, Was ist Kunst? Diederichs, Leipzig 1902 kurze Auszüge
- L. Melschin. Im Lande der Verworfenen. Tagebuchblätter eines Sibirischen Sträflings, Kiepenheuer, Leipzig 1903, Neuauflagen 1904, 1985
- Wladimir Korolenko, Der Wald rauscht, Insel, Leipzig 1903, Neuauflagen 1951, 1954
- W. Garschin: Attalea princeps und andere Novellen, Insel, Leipzig 1903
- Anton Tschechoff, Aus den Aufzeichnungen eines alten Mannes, 1903
- Maxim Gorki, Der Mensch, Marchlewski & Co, München, 1904
- Wikentij Weressajew, Vor dem Vorhange, Marchlewski & Co, München, 1904
- Leonid Andrejew, Wikenti Weresajew, Maxim Gorki, Jung Rußland, Neue Novellen, Marchlewski & Co., München, 1904

- Michael Lermontow, Ein Held unserer Zeit, 1906
- S. Juschkewitsch, Hunger, Ladyschnikow, Berlin [1908]
- Fjodor Dostojewski, Rodion Raskolnikoff (Schuld und Sühne), Piper, Leipzig, München, 1908; mehrere Neuauflagen 1914, 1921, 1999, 2000, 2004, 2005
- Leo N. Tolstoi, Kunst und Wissenschaft, Diederichs, Jena, 1919; (möglicherweise Neuauflage von Was ist Kunst? von 1902)